# Língua talinga
Talinga ou Bwisi é uma língua Bantu falada na região da fronteira República Democrática do Congo-Uganda. É chamada de Talinga (Kitalinga) na RDC e de Bwisi (Lubwisi, Olubwisi) em Uganda. Talinga é falada por cerca de 68.500 pessoas no sudoeste de Uganda e por cerca de 30.000 pessoas no nordeste da República Democrática do Congo.
É falado principalmente no distrito de Bundibugyo, na região oeste de Uganda, e na província de Kivu do Norte, na RDC. Outros nomes para a língua incluem Talinga-Bwisi, Bwissi, Mawissi e Lubwissi.

## Escrita
É escrita com o alfabeto latino usando uma ortografia desenvolvida na década de 1990 pela Associação de Desenvolvimento Kwamba/Lubwisi de Uganda e pela SIL. Outras ortografias estão disponíveis.
| a | aa | b | bb | bh | c  | d | dh | e | ee | f | g | gb | gh | h | i  | ii | i̱ | i̱i̱ | j |
| k | kp | l | m  | n  | ny | o | oo | p | r  | s | t | u  | uu | u̱ | u̱u̱ | v  | w | y  | z |

## Amostra de texto
‘Orthography’ ni kighambo kya Lujungu ekikumani̱i̱si̱ya nkoleesi̱ya ya nuguta na bilaghilo bya mpandiika ya bighambo mu mu̱bu̱ghe. Mulingo ghwa mpandiika ghuni ghwamali̱ye kulengeesebuwa bhyani,
Português
Uma ortografia é um conjunto completo de símbolos e regras ortográficas usadas para escrever uma língua. Este Guia de Ortografia possui o status de "Ortografia Aprovada", tendo sido exaustivamente testado por quatro anos com o status de "Ortografia de Trabalho".